# Pinalitus rostratus
Pinalitus rostratus är en insektsart som beskrevs av Kelton 1977. Pinalitus rostratus ingår i släktet Pinalitus och familjen ängsskinnbaggar. Inga underarter finns listade i Catalogue of Life.